# Aï-Petri. Crimée
Aï-Petri. Crimée (en russe : Ай-Петри) est un tableau du peintre russe Arkhip Kouïndji (1841/1842—1910), réalisé dans les années 1890 (la date précise n'est pas établie, la période la plus proche de sa création serait celle des années 1898-1908). Le tableau appartient à la collection du Musée russe (à l'inventaire sous le numéro Ж-1532). Ses dimensions sont de 39 × 53 cm.
En janvier 2019, le tableau a été dérobé durant l'exposition temporaire à la galerie Tretiakov. Après l'intervention rapide de la police, le tableau a retrouvé sa place à l'exposition.

## Histoire et description
Kouïndji a visité plus d'une fois la Crimée, et en 1886 il a fait l'acquisition d'une partie de l'ancien domaine du général grec Feodossi Revelioti (ru). Kouïndji avait également une propriété à Aloupka et une datcha dans le ravin de Tartir. En Crimée, Kouïndji a beaucoup travaillé sur des motifs de la nature, sur des paysages de la péninsule. Durant la période de 1874 à 1898, il a créé plusieurs dizaines de tableaux, parmi lesquels : La pêche dans la Mer Noire, Bord de mer. Vue sur le mont Demerdji, Crimée. Yalta, Tournesols, Eau transparente, En Crimée et encore beaucoup d'autres, parmi lesquels Aï-Petri. L'époque exacte de la création du tableau n'est pas connue : selon les catalogues modernes, elle date des années 1890. Aï-Petri est un sommet des monts de Crimée situé près de Yalta et sa silhouette est l'un des symboles de la Crimée.

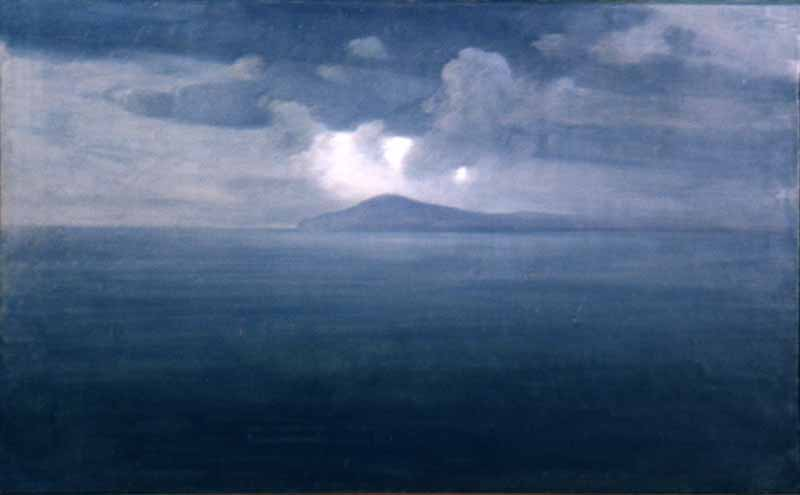
Arkhip Kouïndji. Crépuscule sur la mer. Crimée (1890-1900).

Dans cette toile, Kouïndji utilise des nuances de bleu et crée un effet d'étirement et une transition en douceur du bleu-noir des vagues au bleu clair translucide du ciel en passant par une gamme intermédiaire pour le pied de la montagne. C'est à cette période qu'appartient un autre tableau réalisé dans la même gamme de couleur, Crépuscule sur la mer. Crimée.
En 1914, la Société des artistes Arkhip Kouïndji de Moscou prévoyait de transférer le tableau au musée d'art Arkhip Kouïndji à Marioupol, mais du fait de la Première Guerre mondiale et de la guerre civile russe, le transfert ne s'est pas réalisé. Aujourd'hui, la toile fait partie de la collection du Musée russe.

## Vol
À partir de l'automne 2018, le tableau est exposé temporairement à la galerie Tretiakov à Moscou. Le 27 janvier 2019, le jour de la naissance d'Arkhip Kouïndji, la toile est volée dans la salle d'exposition. Sous les yeux des visiteurs, le malfaiteur a enlevé le tableau du mur, s'est placé derrière une colonne, a sorti la toile du cadre qui l'entourait, puis a emporté cette toile sans se presser, l'a portée jusqu'à sa voiture et a quitté les lieux. Ce vol réalisé avec une telle désinvolture dans un musée d'État a suscité de larges échos dans les médias.
Le voleur, un homme de 32 ans dénommé Denis Tchouprikov a été arrêté le lendemain du vol,. Originaire de la ville de Théodosie, Tchouprikov est un soudeur, serrurier qui a volé pour rembourser des dettes.